# Serebrjansk
Serebrjansk (kasachisch Серебрянск) ist eine Stadt im Gebiet Ostkasachstan mit 6.860 Einwohnern (Stand: 1. Januar 2025).

## Geographische Lage
Die Stadt liegt am rechten Ufer des Flusses Irtysch und rund 91 Kilometer südöstlich der Gebietshauptstadt Öskemen (Ust-Kamenogorsk).

## Geschichte
Serebrjansk wurde als Siedlung für die Arbeiter, die das Absperrbauwerk des Buchtarma-Stausees errichteten, und bekam 1962 die Stadtrechte verliehen.

## Bevölkerung
Bei der Volkszählung 1999 hatte Serebrjansk 11.903 Einwohner. Die Volkszählung 2009 ergab für den Ort eine Einwohnerzahl von 10.129. Bei der letzten Volkszählung 2021 lebten 7.284 Menschen in Serebrjansk. Die Fortschreibung der Bevölkerungszahl ergab zum 1. Januar 2025 eine Einwohnerzahl von 6860.
| Einwohnerentwicklung               | Einwohnerentwicklung | Einwohnerentwicklung | Einwohnerentwicklung | Einwohnerentwicklung | Einwohnerentwicklung | Einwohnerentwicklung |
| 1959                               | 1970                 | 1979                 | 1989                 | 1999                 | 2009                 | 2021                 |
| ---------------------------------- | -------------------- | -------------------- | -------------------- | -------------------- | -------------------- | -------------------- |
| 16.536                             | 13.480               | 13.637               | 14.079               | 11.903               | 10.129               | 7.284                |
| Anmerkung: Volkszählungsergebnisse |                      |                      |                      |                      |                      |                      |

## Verkehr
Die Stadt liegt an der Eisenbahnstrecke, die Öskemen mit Altai (ehemals Syrjanowsk) verbindet.